# Shengli Nongchang, Guangdong
Shengli Nongchang (kinesiska: 胜利农场)  är en administrativ enhet på sockennivå i sydöstra Kina. Den ligger i Gaozhou i staden Maoming i provinsen Guangdong, omkring 280 kilometer sydväst om provinshuvudstaden Guangzhou. Antalet invånare är 1 394. Befolkningen består av 669 kvinnor och 725 män. Barn under 15 år utgör 21,0 %, vuxna 15-64 år 61 %, och äldre över 65 år 16,0 %. Enheten administrerar ett jordbruk.